# Бекатору, София
София Бекатору (греч. Σοφία Μπεκατώρου; 26 декабря 1977, Афины, Греция) — греческая спортсменка, олимпийская чемпионка по парусному спорту 2004 года (в паре с Эмилией Цулфой) и бронзовый призёр 2008 года. Участница четырёх Олимпиад: 2000, 2004, 2008, 2016. Знаменосец команды Греции в Рио-де-Жанейро.

## Спортивная карьера
София Бекатору началась заниматься парусным спортом в возрасте 8 лет при поддержке отца Герасимоса Бекатороса, инженера-строителя по специальности (сама София получила техническое образование в Афинском политехническом университете). Спорт быстро превратился в образ жизни девочки, и в возрасте 14 лет она стала чемпионом Греции и Балкан в классе лодок «Оптимист». В дальнейшем София быстро перешла из класса «Оптимист» на европейский класс, путешествовала по всему миру, накапливая опыт, и принимала участие в крупнейших международных регатах.
В возрасте 19 лет София Бекатору вместе с Эмилией Цулфой вошла в национальную олимпийскую сборную команду в классе 470. Их товарищи по команде Косматопулос и Тригонис были уже чемпионами мира 1995 года в классе 470. В 1998 София и Эмилия начали свою успешную спортивную карьеру, получив одновременно третье место на чемпионате Европы и чемпионате мира и сделали очевидным своё присутствие на Олимпийских играх. Однако в 2000 году на Олимпийских играх в Сиднее их команда заняла только 14-е место.
В 2001 году они решили вернуться в спорт и продолжить борьбу. Три года подряд пара Бекатору и Цулфа получала «золото» одновременно на Чемпионате Европы и Чемпионата мира по парусному спорту в классе 470. В 2002 году они награждены специальной наградой ISAF Rolex. Настоящим триумфом стала золотая медаль на Олимпийских играх 2004 года в Афинах. 
В 2008 году на Летних Олимпийских играх в Пекине София завоевала бронзовую медаль в классе Инглинг вместе с Софией Пападопулу и Вирджинией Кравариоти.
По состоянию на 2 августа 2006 года София Бекатору с количеством 750 баллов занимает 69 позицию в рейтинге ISAF в классе гоночных яхт 470 среди женщин. Самого высокого места в рейтинге (1 место) София Бекатору добивалась в периоды:
1. 31.05.2001 — 03.07.2002,
2. 01.10.2002 — 08.05.2003,
3. 02.07.2003[2].

В 2011-2012 годах София Бекатору входила в тренерскую бригаду Екатерины Скудиной.

### Сексуальное насилие
На онлайн-мероприятии «Start to Talk/Σπάσε τη Σιωπή - Μίλησε, Μην Ανέχεσαι» («Начни разговор — Говори, не терпи») 14 января 2021 года, организованном Министерством культуры и спорта в рамках программы Совета Европы «Защита детей в спорте», София Бекатору заявила о сексуальном насилии в 1998 году со стороны высокопоставленного чиновника Греческой федерации парусного спорта (HSF), который пригласил её в гостиничный номер, чтобы обсудить подготовку к Летним Олимпийским играм 2000 года в Сиднее, и изнасиловал. София Бекатору не назвала имени человека, которого обвиняет. 16 января Аристидис Адамопулос (Αριστείδης Αδαμόπουλος), заместитель председателя правления HSF, подал в отставку. Он отрицает обвинения. Ещё два высокопоставленных члена совета директоров HSF, в частности Яннис Папапидимитриу (Γιάννης Παπαδημητρίου), подали прошение об отставке в поддержку Бекатору. Софию поддержал премьер-министр Кириакос Мицотакис в заявлении в социальной сети Facebook. Также выразил ей поддержку Спирос Капралос, председатель 
Национального олимпийского комитета Греции. Президент Греции Катерина Сакелларопулу встретилась 18 января с Софией и выразила ей поддержку.
Вслед за заявлением Софии Бекатору о сексуальном насилии аналогичным опытом поделились в социальной сети Facebook бывшая спортсменка по водному поло Мания Бикоф (Μάνια Μπίκοφ) и пловчиха Рабея Иатриду (Ραμπέα Ιατρίδου), заявившие 16 и 17 января соответственно в социальной сети Facebook о сексуальном насилии со стороны спортивных врачей.

## Личная жизнь
София Бекатору замужем за греческим спортсменом Андреасом Косматопулосом, яхтсменом-олимпийцем, чемпионом мира. У неё двое детей.